# Moreria

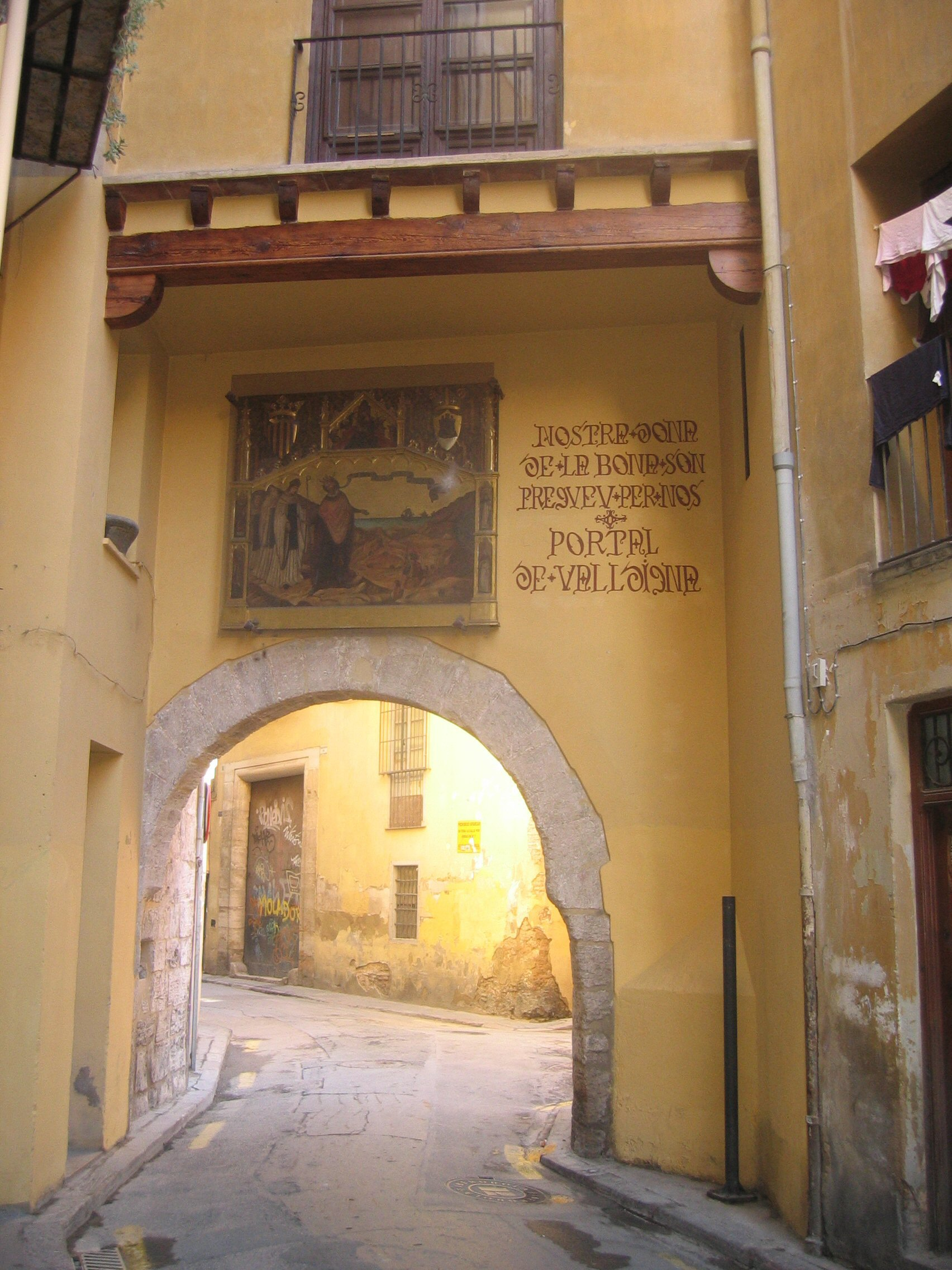
Portal de la Valldigna

La moreria és la part d'una població on vivien els moros, és a dir, els musulmans i moriscos, principalment d'origen àrab i magribí, durant l'ocupació de gran part de la península Ibèrica per part d'aquesta gent, i els segles posteriors, fins a l'expulsió dels moriscos (1609-10).

## Distribució d'un poble ibèric d'Al-Àndalus
La moreria era un de tres barris que es podria trobar als pobles i viles medievals d'Ibèria; els altres dos, el call o jueria i el sector cristià. Un exemple típic en seria Albarrasí, on aquesta forma de vida perdurà més que en altres pobles a causa del seu aïllament. Allí s'observen tres barris ben diferenciats i separats per un portal, formant així els vèrtexs d'un triangle. Cada barri disposava del seu temple, ja fora sinagoga, mesquita o església. Aquesta mena de portals de barri s'observen sovint: un bon exemple n'és el portal de la Valldigna, a València. En aquesta organització tripartida, se solia disposar d'un terreny extramurs (exterior a les muralles), compost per camps, cases i barraques soltes, i anomenat el raval.

## Moreries medievals avui
Algunes viles que han conservat restes de les seves moreries medievals són:
- Albarrasí, a la província de Terol, a l'Aragó.
- Ágreda, a la província de Sòria, a Castella.